# Orville Browning
Pour les articles homonymes, voir Browning.
Orville Hickman Browning, né le 10 février 1806 à Cynthiana (Kentucky) et mort le 10 août 1881 à Quincy (Illinois), est un homme politique américain. Membre du Parti whig, du Parti républicain puis du Parti démocrate, il est sénateur de l'Illinois entre 1861 et 1863 puis secrétaire à l'Intérieur entre 1866 et 1869 dans l'administration du président Andrew Johnson.